# 北海幹線用水路

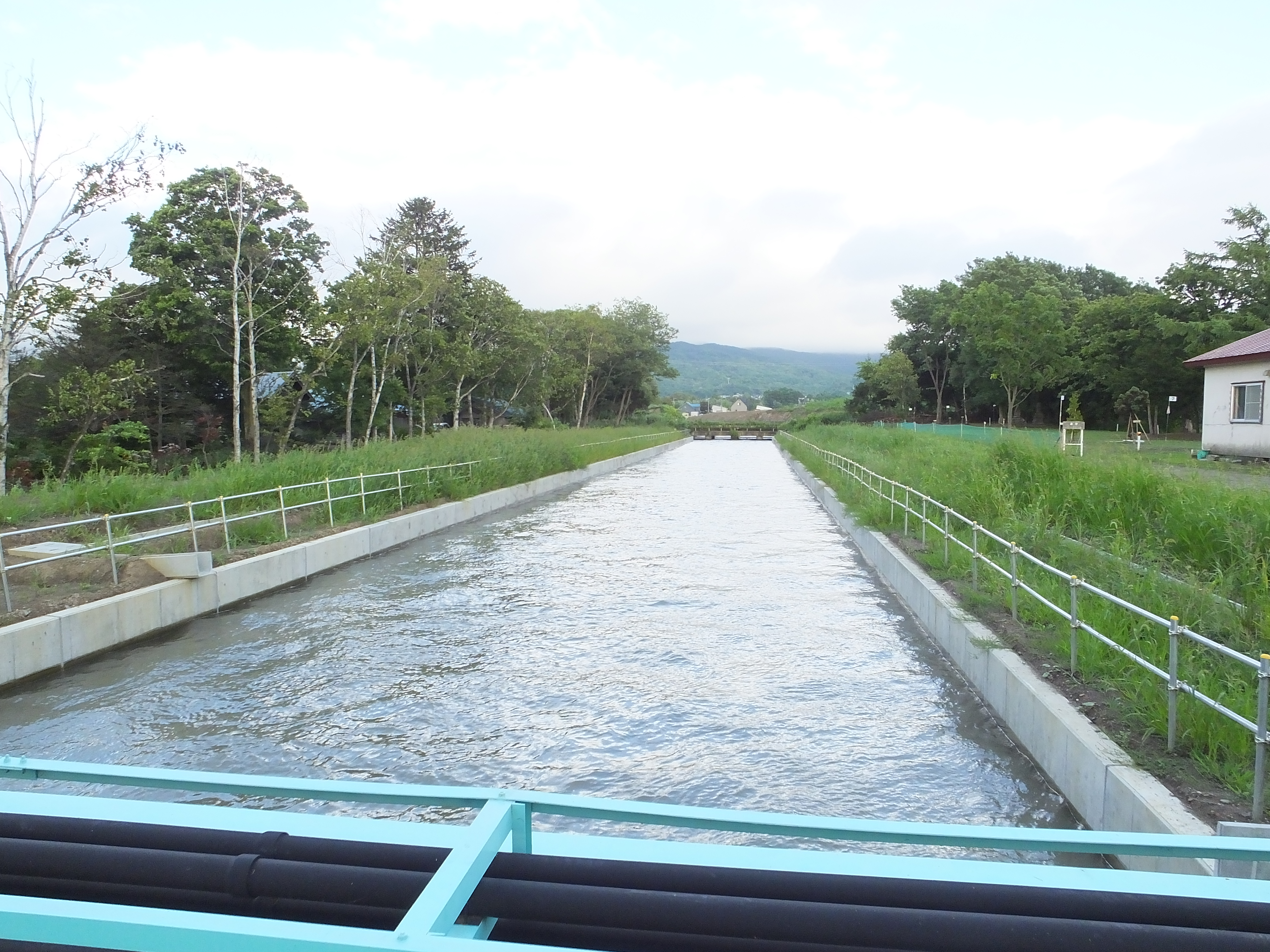
美唄市内・国道12号に架かる藤橋より

北海幹線用水路（ほっかいかんせんようすいろ）は、北海道の空知平野を潤す農業専用の用水路である。
2004年に北海道遺産第二回選定分に選定された。

## 概要
北海道赤平市住吉地点にある北海頭首工で石狩川水系の空知川から分水し、しばらく空知川と並行する北海道道227号赤平滝川線に沿って流下する。国道12号と交差する辺りから南へ向きを変え、いくつかの河川を水路橋やサイフォンで越え、自然流下のため蛇行しながら南へ流れる。三笠市岡山付近で桂沢ダムを水源にする市来知幹線（用水路）を合わせ、最終的には南幌町まで達する。水路の全長は約80kmあり、空知管内の約1万6500haの水田に水を供給している。

## 流域の自治体
北海道
赤平市、砂川市、空知郡奈井江町、美唄市、三笠市、岩見沢市、空知郡南幌町

## 河川施設
- 北海頭首工（赤平市） - 石狩川水系空知川から取水する頭首工。
- 焼山水路橋（砂川市） - 歌志内の北光一の沢をまたぐ水路橋。長さ62.5メートル。
- ペンケ水路橋（砂川市） - ペンケウタシナイ（ペンケ歌志内）川をまたぐコンクリート製の水路橋。長さ約130メートル。
- 光珠内調整池（美唄市） -  北海幹線用水路のほぼ中央に位置する調整池。貯水量約150万トン、貯水面積約36万立方メートル。
- 市来知幹線（三笠市） - 桂沢ダムを水源とした幾春別川から取水し、途中約250haを灌漑して北海幹線用水路と合流する用水路。
- 夕張川揚水（南幌町） - 北海幹線用水路最後の揚水。

## 流域の施設
- 北海水神宮（赤平市） - 北海頭首工敷地内にある水利水運を司る守護神が祀られている。
- 親水公園「流れのプラザ」（砂川市） - 砂川市街地で用水路を暗渠化（ボックス化）した上に整備された親水公園。
- 田でんガーデン（岩見沢市） - 北村小学校に作られた学習学校田。